# Amolops liangshanensis
Amolops liangshanensis és una espècie de granota que habita a la Xina que està amenaçada d'extinció per la destrucció de l'hàbitat natural.